# 楼脚民居
楼脚民居，位于中国广东省云浮市罗定市罗城镇楼脚，为罗定市的一个市级文物保护单位，类型为古建筑，公布时间为1994年6月8日。
楼脚民居的历史年代为清代。